# Gianfranco D'Angelo
Gianfranco D'Angelo (Roma, 19 de agosto de 1936-ib., 15 de agosto de 2021) fue un actor cómico italiano, de cine, teatro (cabaré) y televisión.

## Biografía
Antes de granjearse notoriedad nacional como actor, hizo trabajos muy diversos, como estar empleado durante varios años en la Sociedad Hidroeléctrica Piamontesa.
Su figura como actor de cabaré se formó sobre el escenario del afamado teatro romano del Bagaglino (una compañía de variedades fundada en Roma en 1965).
Su carrera se caracteriza por haber participado en centenares de espectáculos en diversas partes del mundo.
A mediados de los años setenta y a comienzos de los ochenta, participa en numerosas películas de la comedia erótica italiana junto a Álvaro Vitali, Lino Banfi y Renzo Montagnani.
Tuvo dos hijas: Daniela y Simona, actrices ambas.

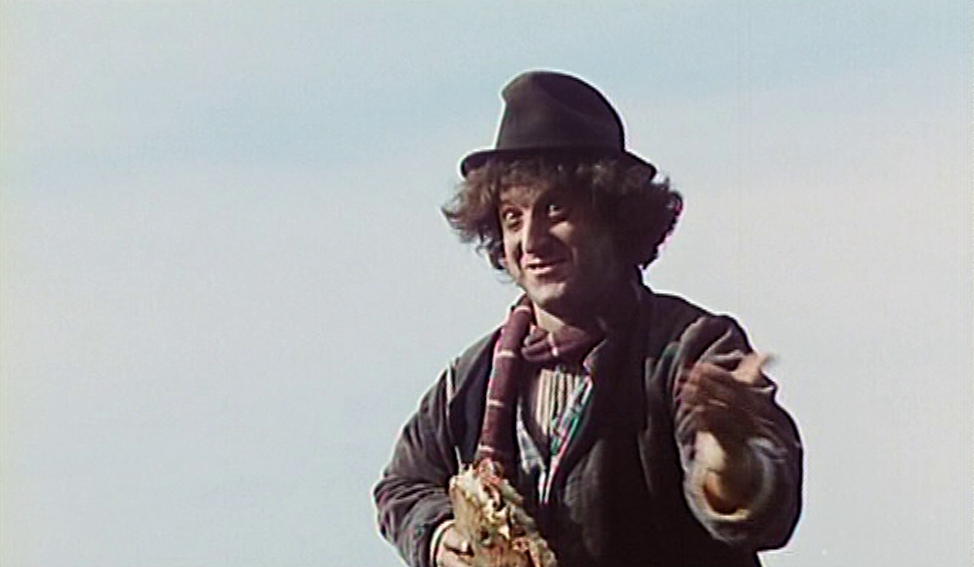
En la película 4 marmittoni alle grandi manovre (1974)

## Filmografía

### Cine
- (1968) Zum Zum Zum
- (1970) Nel giorno del Signore
- (1970) Io non scappo... fuggo
- (1970) Bolidi sull'asfalto a tutta birra!
- (1970) Lady Barbara
- (1974) 4 marmittoni alle grandi manovre
- (1975) La poliziotta fa carriera (Bella, valiente y buena)
- (1975) La liceale (La colegiala)
- (1975) L'insegnante (Pecado venial)
- (1975) Grazie... Nonna (Gracias, abuelita)
- (1975) Mondo candido
- (1976) Remo e Romolo - Storia di due figli di una lupa
- (1976) La profesoressa di scienze naturale (La profesora de ciencias naturales)
- (1976) La dottoressa del distretto militare (La doctora del regimiento
- (1976) Classe mista (Jaimito el tocón y la profe cañón)
- (1976) Una bella governante di colore
- (1976) Ecco lingua d'argento (Lengua de plata)
- (1977) Per amore di Poppea (Jaimito en la Corte de Nerón)
- (1977) Maschio latino cercasi
- (1977) Kakkientruppen (¡Contrólese, soldado!)
- (1977) Grazie tante - Arrivederci
- (1977) La compagna di banco (Jaimito, el conserje)
- (1977) Nerone
- (1977) Taxi Girl
- (1978) Scherzi da prete
- (1978) L'insegnante va in collegio (La profesora y el último de la clase)
- (1978) La liceale nella classe dei ripetenti (La estudiante en la clase de los suspensos)
- (1978) La soldatessa alle grandi manovre (Las maniobras de la doctora con los soldados)
- (1979) Tutti a squola
- (1979) Io zombo, tu zombi, lei zomba
- (1981) La settimana bianca
- (1982) La gorilla
- (1982) Giovani, belle... probabilmente ricche (Setenta y dos horas para pecar)
- (1982) Biancaneve & Co.
- (1987) Rimini, Rimini - Un anno dopo
- (2001) Se lo fai sono guai
- (2017) Il crimine non va in pensione

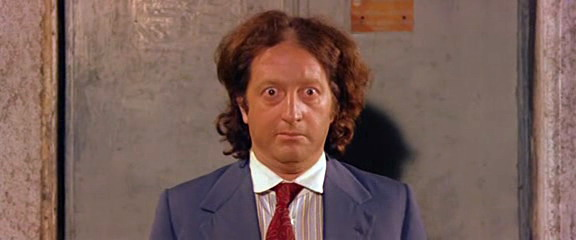
En La colegiala (1975)

- (2019) W gli sposi

### Televisión
- (1973) La porta sul buio
- (1975) Mazzabubù
- (1978) La sberla
- (1979) C'era una volta Roma
- (1983) Drive In
- (1992) Casa dolce casa
- (2002) Le ragazze di Miss Italia